# Klissza vára
Klissza vára (horvátul: Stari grad Klis), várrom Horvátországban, a Split mellett fekvő Klissza településen. 

## Fekvése
A település központja felett emelkedő várhegyen állnak jelentős romjai.

## Története
Klissza várának építési ideje ismeretlen, valószínűleg már az illír-római háborúk idején fontos stratégiai pont volt. Később Salona római városának egyik elővára volt, állandó őrség tartózkodott benne. 614-ben az avarok és szláv szövetségeseik miután Klisszát elfoglalták a várat lerombolták. Erről Bíborbanszületett Konstantin bizánci császár számol be, amikor Salona bukását leírja.  A horvátok betelepülése után Klissza egyike lett a fehér horvátok tizenkét nemzetségi központjának. A 9. század második felében a horvát fejedelmek is gyakran tartózkodtak itt. Klissza legkorábbi említése 852-ből I. Trpimir horvát fejedelem okleveléből való, aki saját fejedelmi birtokának nevezi. A magyar királyok uralma idején Klissza királyi birtokként a horvát bánok igazgatása alatt állt.
A várnak különösen a tatárjárás  idején nőtt meg a szerepe. A Kajdán kán vezette tatár hadak 1242 márciusában érkeztek Klissza alá, melyet nem tudtak bevenni, így elvonultak a vár alól. Miután a királyi család visszatért Klisszába két lányuk, Margit és Katalin meghalt. Itt született a király lánya Árpád házi Szent Margit, akit az ország szabadságáért cserébe itt ajánlott Isten szolgálatába. IV. Béla halála után a bribiri grófok, a Šubićok lettek a Gvozd-hegységtől délre eső területek urai. Šubić I. György gróf kedvenc tartózkodási helye Klissza volt, ahonnan a tengermelléki városokat ellenőrizte. Az 1348-ban meghalt Mladin III. Šubić gróf halála után az örökösek között több évig húzódó viszály tört ki, végül Klissza I. Lajos magyar király idejében, még 1370 előtt újra királyi vár lett. A 14. század végén Klissza I. Tvrtko bosnyák király uralma alá került. A Lajos király halála utáni válság idején 1387-ben ugyanis a klisszai nemesek felajánlották a várat Tvrtkónak, ha visszakaphatják a Šubićok uralma idején élvezett kiváltságaikat. Miután a király ezt megígérte sereget küldött a birtokba vételére. Klisszába érkezett Palisnai János vránai johannita perjel is, aki szintén felajánlotta szolgálatait Tvrtkónak aki haláláig 1391-ig volt a vár ura. 1394-ben Garai Miklós bán Klisszát újra visszavette a Luxemburgi Zsigmond királynak. 1401 és 1434 között Klissza Nelipić János uralma alatt állt, aki a „cetinai, klisszai, rámai és omiši gróf „ címet használta. Halála után házassága révén Frangepán János cetini gróf birtoka lett volna, de őt a király nem erősítette meg birtokában, így özvegyétől Tallóci Matkó békés úton szerezte meg. Miután őt I. Ulászló magyar király megerősítette a várat egészen 1458-ig megtartotta. 

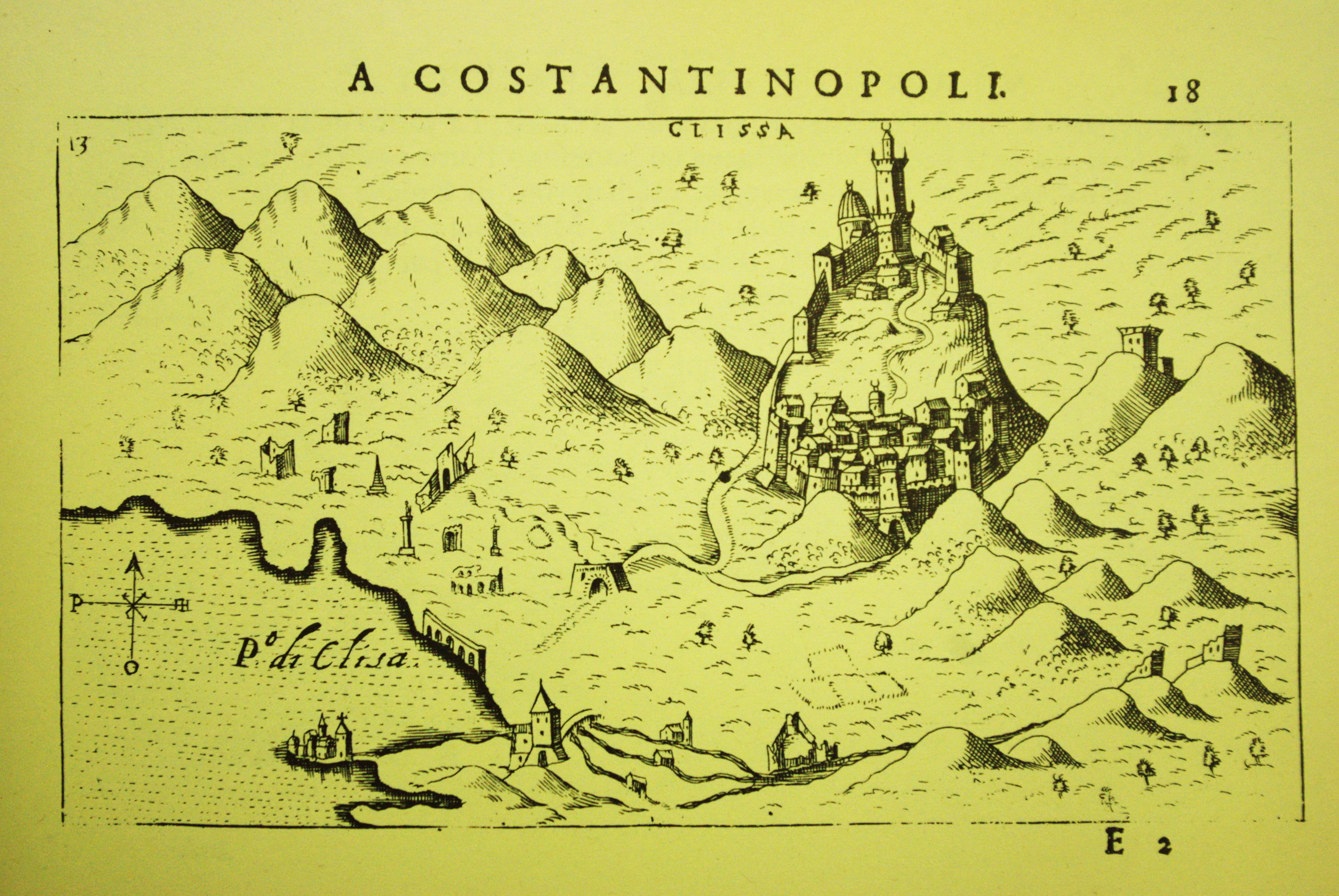
Klissza vára 1598-ban

1463-ban az Oszmán Birodalom elfoglalta Boszniát és ezzel megkezdődtek a Dalmácia elleni török támadások. Az első Klissza elleni sikertelen támadást 1515-ben Iszkender Ornosović bég vezetésével hajtotta végre a török. A következő években a Kruzsics Péter várkapitány vezette uszkókok egymás után verték vissza a török sereg ostromait, melyeknek meg kellett elégedniük a vár alatti település kifosztásával és felgyújtásával.
 Különösen súlyossá vált a hadi helyzet az 1526-os mohácsi vereség után.  1527-ben a török megszállva a környező területeket Klisszát elszigetelte az ország többi részétől. 1530-ban jelentős erődítési munkák folytak annak érdekében, hogy a vár minél tovább ellenálljon a támadásoknak. Kruzsics több őrtornyot is építtetett a környező magaslatokon, így a Klisszától északra fekvő Konjsko határában, a Kozjak- és a Mosor-hegység közötti kereskedelmi út mentén és a Kozjak-hegységben mai Kulinánál. 1531-ben Huszref bég Salona keleti falainál új erődöt építtetett, mely elzárta a Split városa felé vezető, addig még szabadon járható utat. 1532. szeptember 17-én a klisszai uszkókok ezt a török erősséget teljesen megsemmisítették. Erre válaszul 1534-ben a Mehmed boszniai szandzsákbég és Piri hercegovinai szandzsákbég vezette török hadak egy álló hétig ágyúzták Klissza falait, de ezúttal sem értek el eredményt. Hasonló sikertelenséggel támadtak 1535-ben és 1536-ban is. Kruzsics Péter 1537. március 11-ről 12-re virradó éjszaka a salonai kikötőből észrevétlenül partra szállva támadta meg a salonai török erődöt és túlerőben levő török hadakat. Ennek az ütközetnek a során került sor arra a párviadalra, melynek során Atli aga megölte őt és fejét lándzsára tűzve felmutatta Klissza védőinek. A kapitányukat veszített uszkókok erre meghátráltak és elhagyták a várat. 
 Többségük Zenggbe húzódott vissza, ahol tovább folytatták a török elleni harcot. Kruzsicsot a trsati Szűz Mária templomban temették el, ahol nemsokára a teste mellé került a feje is, melyet nővére Mária kiváltott a töröktől. A sír ma is látható az oltár előtt a jobb oldalon.
Klissza elfoglalása után rögtön török szandzsák székhelye lett. A Klissza-likai szandzsák magában foglalta a livnoi, a grahovoi és a korbavai mezőt, valamint Dalmácia szárazföldi részét Poljicától a velebiti Podgorjáig. Később két önálló szandzsákra oszlott, a Klisszaira és a Likaira. Az újraalapított Klisszai szandzsákhoz Drniš és Vrlika vidéke, Bunićon, Bilajon és Plevalján át a Neretvától északra fekvő Rámáig terjedő terület tartozott. Az első szandzsákbég Murat bég Tardić volt, majd őt Malkoč bég Karaosmanović követte. A klisszai és a spliti területek határa nem volt egyértelműen kijelölve és ez több fegyveres összecsapáshoz is vezetett, végül 1576-ban egy bizottság állapította meg a végleges határvonalat.

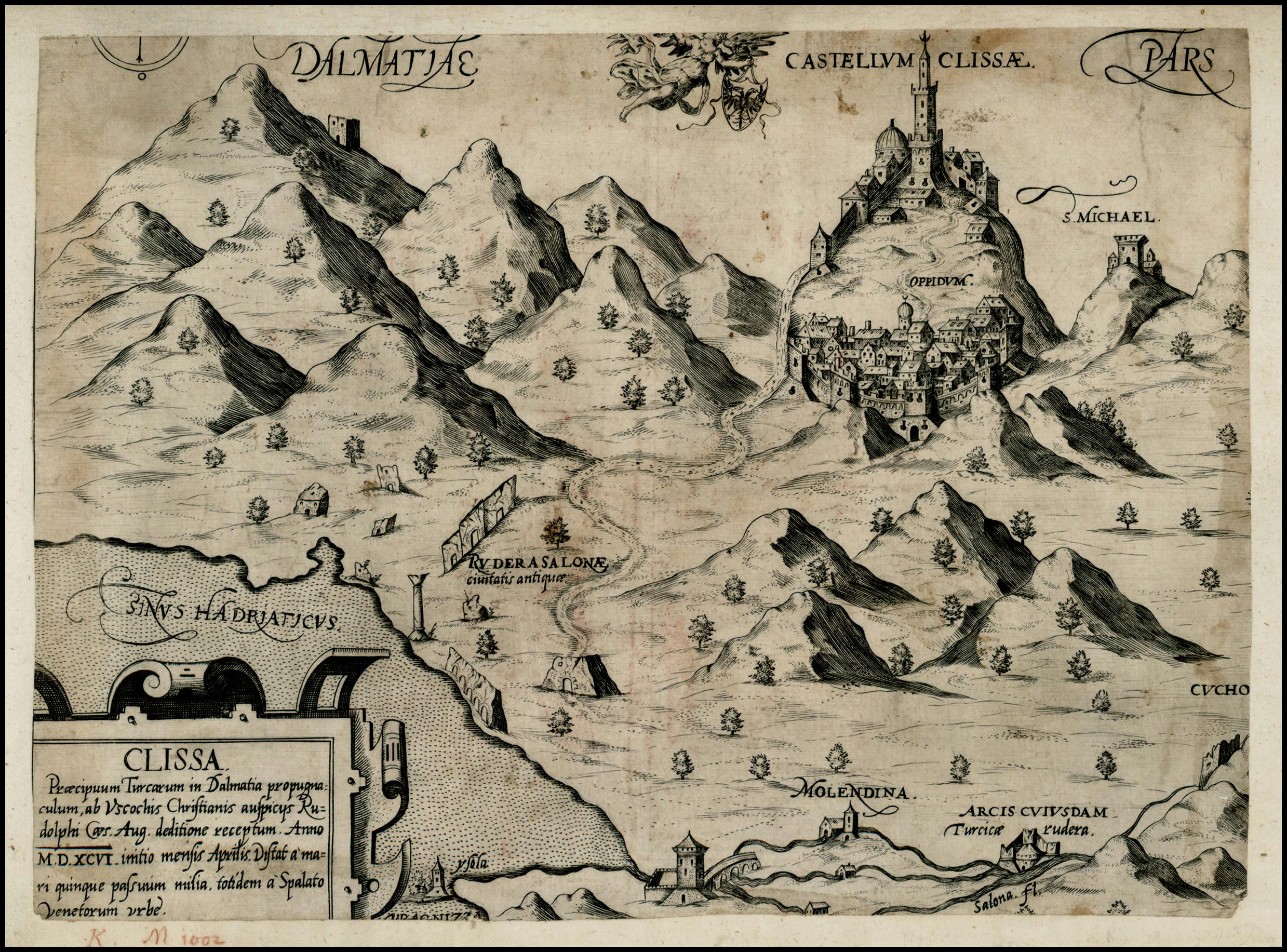
Klissza egy 1780-as térképen

A velenceiek többször is megkísérelték Klissza visszafoglalását. Ezen akciók közül a legsikeresebb 1596. április 7-én történt, amikor az Ivan Alberti és Nikola Cindra vezette spliti nemesi sereget uszkókok, valamint poljicai, kaštelai és brači vitézek is segítették. A vár azonban nem sokáig maradt velencei kézen. Musztafa szandzsákbég több mint tízezer oszmán harcossal vonult a falai alá. A mintegy ezer velencei védőt a Lenkovics György kranjai és horvátországi főkapitány vezette ezerötszáz uszkók harcos kívülről támogatta. A védők hősies küzdelme azonban kevés volt a túlerő ellen és a várat május 31-én kénytelenek voltak feladni.
Klissza végleges felszabadítására csak 1648-ban a kandiai háború során került sor. A Leonardo Foscolo vezette velencei hadak már az év elején felszabadították Drniš környékét, majd Knin irányában támadva elfoglalták Vrlikát. Rövid pihenő után március elején Foscolo tízezer harcossal szállt partra Salonánál, majd 16-án Scota grófot a Klisszától nyugatra fekvő Greben elfoglalására küldte. A vár ostroma a Grebenről zúdított ágyútűzzel kezdődött, majd az uszkókok berobbantották a főkaput. A kapu után első védővonal lerohanását követően azonban a keresztény sereg fosztogatásba kezdett, melynek következtében nagy veszteségek érték. Miután Stipan Sorić és Vuk Mandušić megverték Tekeli pasa felmentő seregét a védők belátták, hogy a várat nem tarthatják tovább és tárgyalásba bocsátkoztak. Több napos alkudozás után végül beleegyeztek a vár feladásába és elvonulásuk után április 6-án Salona kikötőjében hajóra szálltak. A kivonulás közben zavargás tört ki, melynek során a poljicaiak levágták a gyűlölt Ahmet agát és kíséretét. A kandiai háború 1669-ben békekötéssel végződött, melynek során az új határt Klisszától északra húzták meg, de a Klisszára vonatkozó végleges határ megállapodást csak 1671. október 24-én írták alá Salonában. Ezt követően a velenceiek mintegy négyszázötven petropoljei és zagorai katolikus horvát családot (köztük mintegy ezer katonát) telepítettek Klissza, Salona, Stobreč, Žrnovnica, Kamen és Strožanac környékére.
A háborús események ezzel még nem értek véget. 1657-ben Seid Ahmet boszniai pasa több mint nyolcezer emberrel támadt Split irányába, hogy a várost elfoglalja. Grebent el is foglalta, azonban a vár falai alatt súlyos vereséget szenvedett. 1668-ban Baraković aga támadt néhány száz emberrel Klisszára, de ő is vereséget szenvedett. Klissza vára fontos velencei erősség volt a moreai háború (1684-1699) során is, mely során a törököt végleg kiszorították a dalmáciai területekről. A várat a velencei uralom alatt teljesen újjáépítették és jelentősen bővítették. Egészen a köztársaság 1797-es bukásáig velencei kézen maradt. Ezután francia, majd osztrák kézen volt. A 19. század végén katonai funkciója megszűnt és őrsége elhagyta. 

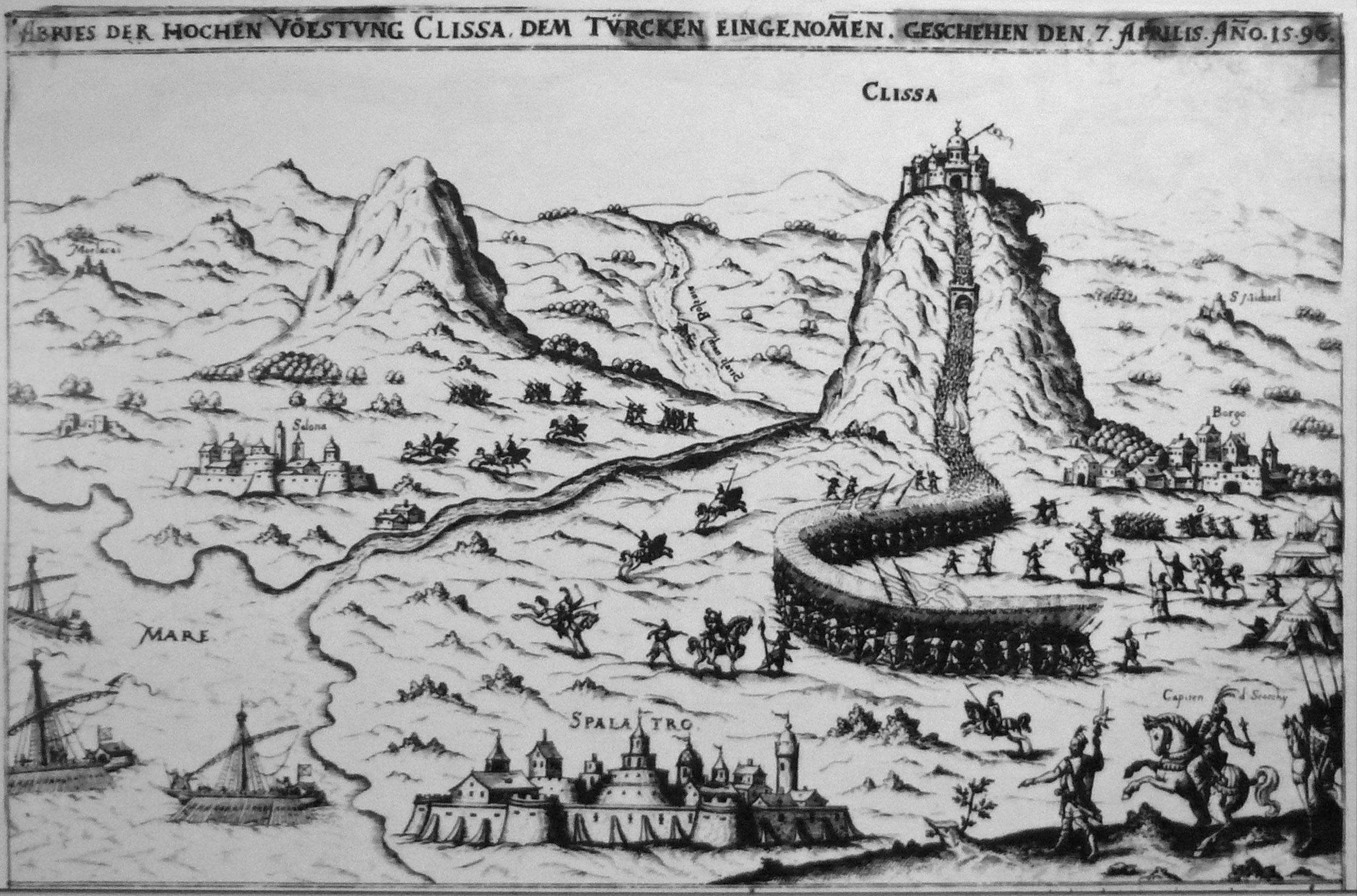
Klissza 1596-os ábrázolása

## A vár mai állapota
Klissza vára a horvát várépítészet egyik legjelentősebb alkotása. Stratégiailag fontos helyen áll, egykor a Kozjak- és a Mosor-hegység közötti hegyszoros keleti oldalát védte. A vár egy északkelet-délnyugati irányú 223 méter magas sziklás gerincre épült olyan módon, hogy nagy távolságról az épületeket meg sem lehet különböztetni a szikláktól. Ezt a hatást a mészkősziklákra három szintben épített nagyméretű mészkőtömbökkel érték el. Három oldalról teljesen megközelíthetetlen, az egyetlen bejárat az északnyugati oldalon található. Az északi oldal különösen meredek, míg a déli oldal valamivel lankásabb. Erősségét a számos sikertelen ostrom jól bizonyítja. Az ostromlók szemszögéből a legfontosabb stratégiai pontot a vártól északra emelkedő Greben nevű magaslat jelentette, ahonnan tüzérséggel hatásosan lehetett támadni. Alaprajza szűk, hosszúkás alakzatot mutat. A szűk hely miatt a későbbi hozzáépítések eltüntették a korábbi rétegeket, pedig a helyén már az ókorban illír erődítmény állt. A ma is látható falak legnagyobb részét a velenceiek és az osztrákok építették a vár korszerűsítése során. A török uralom idején nem építettek hozzá. Az egyetlen török uralom idején emelt építménye a dzsámi (a mai Szent Vid templom) és a kút. Klissza birtoklása a Splitből Sinj és tovább Bosznia felé irányuló intenzív kereskedelem ellenőrzését is jelentette, mely mind a Velencei Köztársaságnak, mind az Oszmán Birodalomnak alapvető érdeke volt.
A vár legrégebbi része kétségkívül a legmagasabban fekvő keleti rész ahol azonban, eddig nem találtak a legkorábbi építésre utaló nyomot. A kicsi, keskeny és hosszúkás tér későbbi átépítései drasztikusan megsemmisítették az összes korábbi nyomokat. Klissza vára alapvetően két részre oszlik. Az egyik a nyugati, alacsonyabb rész, mely fölé északról a Greben-hegy magasodik, a másik a keleti, magasabb rész, amelyből kiemelkedik az Oprah kerek tornya, amelynek neve valószínűleg a védelemben betöltött szerepét jelöli. Abban a részben, amely a legmagasabb volt a várban a várkapitány szállása volt. A nyugati oldalon volt az a kapu, amelyen keresztül a várba be lehetett lépni. Az erőd délnyugati oldalán húzódott a középkori város dupla falakkal körülvéve, melyek mintegy 100 és 200 házat védtek. Hasonló, de kisebb település létezett a Greben felé, a Megdan nevű fennsíkon. Az erőd közelében több ivóvízforrás volt, és a legközelebbi a Sveta tri kralja (Szent háromkirályok) forrása volt, amelynek fontossága felbecsülhetetlen volt a hosszú ostromok során.